# Jhon Fredy Miranda
Jhon Fredy Miranda Rada (Ciénaga, 7 marzo 1997) è un calciatore colombiano, attaccante svincolato.

## Carriera
Ha giocato nella massima serie colombiana.

## Palmarès

### Club

#### Competizioni nazionali
- Súper Liga: 2

Santa Fe: 2013, 2015
- Campionato colombiano: 1

Santa Fe: 2014-II

#### Competizioni internazionali
- Coppa Sudamericana: 1

Santa Fe: 2015